# Fulbe
Fula ili Fulbe je naziv za etničku grupu rasprostranjenu po mnogim zemljama Zapadne Afrike, od Mauritanije na sjeverozapadu do Kameruna na istoku. U Nigeriji i drugim zemljama, isto kao i u literaturi, obično se zovu Fulani. Za sebe više vole koristiti izraz Fulɓe ( singular pullo). Postoje i mnogi drugi nazivi koji se koriste među njima i među drugim narodima kao što su Foulah, Peulh, Peul, Pulaar i Fulbe. Srodna skupina su Tukolor (Toucouleur) u centralnoj dolini rijeke Senegala.Ima ih oko 27.000.000 Tradicionalna odjeća Fula u većini slučajeva se sastoji do dugih haljina žarkih boja, sa skromno utkanim ukrasima. Većina Fula na selu provodi veći dio vremena u osami, vodeći stada stoke. Predstavljaju jedini veći lutalački narod Zapadne Afrike, iako većina Fula danas živi po gradovima.

## Jezik
Govore Pulaar jezikom, koji se isto tako naziva Fulfulde, u raznim varijantama, isto kao i Tukulor; svi lokalni ljudi koji govore jezikom se zovu "halpulaar", što doslovno znači "govornici Pulaara". "Hal" dolazi od pulaarskog glagola "halugol", što znači "govoriti". 

## Lokalne skupine
Fulani se satoje od nekoliko glavnih skupina koje se zovu Fula Toro ili Fulbe Jeeri 660.000, Fulakunda 2.239.000, Fulfulde 507.000, Fuuta Jalon ili Fula Jalon 4.493.000 i Tukulor (Toucoulor) 1.376.000, Fulani Bagirmi 242.000, Fulani Bauchi 2.653.000, Fulani Gorgal 38.000, Fulani Gurmanche 939.000, Fulani Jelgooji 313.000, Fulani Krio 59.000, Fulani Maasina 1.095.000, Fulani Sokoto 3.425.000, Fulani Toroobe 7.648.000
Fulani Zapadni 518,000, Fulbe Fulani 3.825.000, Fulbe-Gey 3.000, Fulbe-Mbororo 2.611.000, Wodaabe 80.000

## Povijest
Fulani su oduvijek bili nomadska, stočarska zajednica koja je vodila krda krava, koza i ovaca preko velikih suhih predjela u njihovom području, držeći se odvojeno od lokalnih poljoprivrednih zajednica. Tijekom 16. stoljećaa Fule su se proširile kroz sahelske travnate površine koje su se prostirale od današnjeg Senegala do Sudana. Snaga Fulanija imala je temelj u snažnoj konjici koja se mogla brzo kretati kroz prostrano carstvo i poražavati neprijatelje. To je značilo da se Fulani ne mogu širiti na jug, jer konji nisu mogli izdržati bolesti na tim zemljopisnim širinama.
Tijekom 19. stoljeća pod Usman dan Fodiom Fulani su postali vođe centraliziranog Carstva Fulani. Ovo carstvo je postojalo do 1903. godine kada su Fulani podijeljeni među europskim kolonijalnim silama.
Na zapadu je Fouta Djallon, smještena uglavnom u današnjoj Gvineji kao i dijelovima Gvineje Bisau, Senegala i Sijera Leonea, bila velika država s pisanim ustavom i vladom u kojoj su se smjenjivale dvije stranke: Soriya i Alphaya. Država Fouta Djallon je stvorena 1735. godine kada su muslimanski Fulani odlučili ustati protiv nemuslimanskih Fulana i Djalounkea kako bi stvorili konfederaciju pokrajina. Alpha Ibrahima Sory Maoudho bio je izabrana za prvog Almaamya godine 1735. u prijestolnici Timbou u današnjoj Gvineji. Država Fouta Djallon postojala je do 1898. godine kada su francuske kolonijalne trupe porazile posljednjeg vladara Bokar Biroa, ukinuli državu i njen teritorij integrirali u svoju novu koloniju Rivières du Sud, koja je postala Gvinejom.